# Karl Kraus

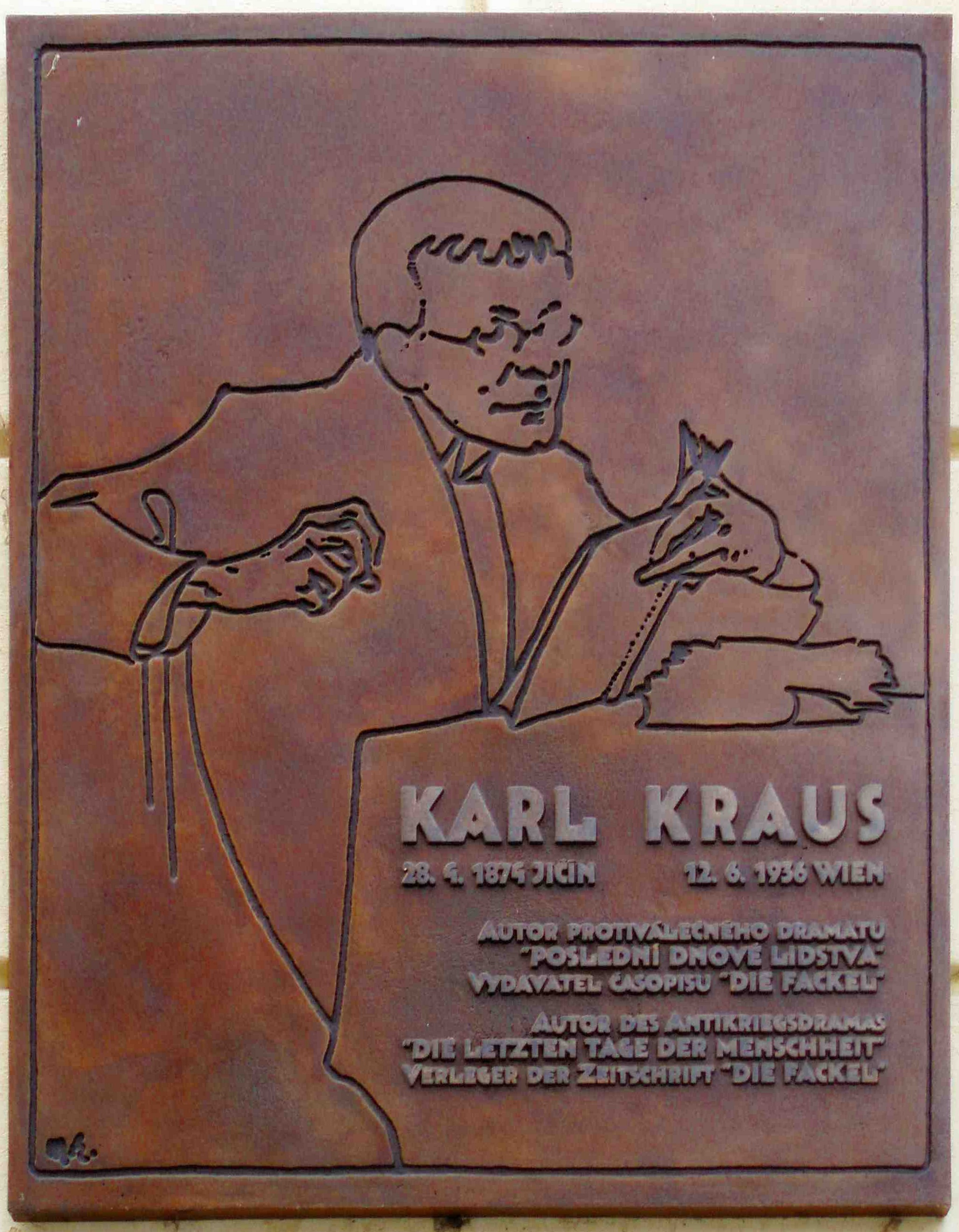
Tablica upamiętniająca Karla Krausa w miejscu jego urodzenia.

Karl Kraus (ur. 28 kwietnia 1874 w Jiczynie, zm. 12 czerwca 1936 w Wiedniu) – austriacki dramaturg, poeta, pisarz, aforysta, publicysta, krytyk kultury i języka. Uznawany za najwybitniejszego satyryka obszaru niemieckojęzycznego w XX wieku.
W Wiedniu współpracował z "Neue Free Presse". W latach 1899–1936 był wydawcą i głównym autorem czasopisma literackiego „Die Fackel” (Pochodnia), walczącego m.in. ze stereotypami i manipulacjami języka prasy, a współpracującego z Wilhelmem Liebknechtem, Detlevem von Liliencronem czy Frankiem Wedekindem. Wygłaszał odczyty w Berlinie i Wiedniu, które stały się inspiracją dla współczesnych.
Był twórcą tzw. wiedeńskiej szkoły eseju. Zasłynął jako autor epickiego Die letzten Tage der Menschheit (pol. Ostatnie dni ludzkości, 1918/19), mówiącego o zmierzchu Austro-Węgier i europejskiej cywilizacji w kontekście wydarzeń I wojny światowej. Jest to jedno z najbardziej oskarżycielskich dzieł dotyczących I wojny światowej. Oprócz dramatów pisał także wiersze, satyry, aforyzmy i glosy. Przez całe swoje życie związany był z Wiedniem.
Pochowany na Cmentarzu Centralnym w Wiedniu.

## Twórczość
- Die demolierte Literatur. 1897. Brak numerów stron w książce
- Sittlichkeit und Kriminalität. 1902. Brak numerów stron w książce
- Heine und die Folgen. 1910. Brak numerów stron w książce
- Die Chinesische Mauer. 1910. Brak numerów stron w książce
- Die letzten Tage der Menschheit. 1922. Brak numerów stron w książce
- Literatur und Lüge. 1929. Brak numerów stron w książce
- Die Sprache. 1937. Brak numerów stron w książce
- Die dritte Walpurgisnacht. 1952. Brak numerów stron w książce

### Zbiory aforyzmów
- Sprüche und Widersprüche. 1909. Brak numerów stron w książce
- Pro domo et mundo. 1912. Brak numerów stron w książce
- Nachts. 1918. Brak numerów stron w książce